# ماثيو برادفورد
ماثيو برادفورد (بالإنجليزية: Matthew Bradford)‏ هو سياسي أمريكي، ولد في 23 أكتوبر 1975 في الولايات المتحدة. حزبياً، نشط في الحزب الديمقراطي. وقد انتخب عضو مجلس نواب بنسيلفانيا.